# Homemade Love Story
Homemade Love Story (Hangul: 오! 삼광빌라!; RR: O! Samgwangbilla!, lit.: Oh! Samkwang Villa), es una serie de televisión surcoreana emitida desde el 19 de septiembre de 2020 hasta el 7 de marzo de 2021, a través de KBS2.

## Sinopsis
Woo Jae-hee trabaja como arquitecto, mientras que su padre Woo Jung-hoo	dirige una gran empresa. Su relación es un poco tensa, ya que Jae-hee ha estado peleando con él a lo largo de los años. Después de entrar a la universidad, vivió de forma independiente y no recibió el apoyo de su padre. Ahora de adulto, es un hombre inteligente que hace su trabajo bien.	
Mientras está remodelando una casa, conoce a Lee Bit Chae Woon, una joven que trabaja en una tienda de diseño de interiores, cuyo trabajo es el de visitar a los clientes y ayudarlos a seleccionar las cortinas, iluminación y otras opciones de diseño que quieren para su hogar, al inicio ambos pelean  y poco después se dan cuenta de que los dos son residentes de Samgwang Villa. Por un lado Jae-hee se siente a gusto con el ambiente y los otros residentes de la casa, pero Chae Woon tiene una visión diferente del lugar.
Chae Woon es la encargada de mantener a su familia, que incluye a su madre Lee Soon-jung y sus dos hermanos menores Lee Hae-deun y Lee Ra-hoon. Sin embargo se siente agobiada por tener que apoyarlos siempre y sueña con poder convertirse en una diseñadora textil y dejar Samgwang Villa, así como dejar de ser la responsable de la familia.

## Reparto[4][5]

### Personajes principales[6]
| Actor                     | Personaje              | N.º de episodios | Notas |
| ------------------------- | ---------------------- | ---------------- | --- |
| Lee Jang-woo              | Woo Jae-hee            | 100              | Es un sencillo, inteligente y atractivo arquitecto que se enoja fácilmente. Aunque al inicio tiene varias peleas con Lee Bit Chae Woon, poco a poco se enamora profundamente de ella y más tarde se casan. Aunque al inicio tiene una tensa relación con su padre Woo Jung-hoo, cuando este pierde la memoria y se muda con él, comienza comprender sus acciones cuando ve que sus piernas están todas golpeadas debido a su problemático pasado con usureros.                                                                                              |
| Jeong Bo-seok Lee Min-jae | Woo Jung-hoo ("James") | -                | Es el padre de Woo Jae-hee, con quien tiene una relación tensa. Después de perder la memoria, se muda a Samkwang Villa bajo el nombre de "James" y se convierte en el compañero de casa de su hijo. |
| Jin Kyung                 | Jung Min-jae           | -                | Es la madre de Woo Jae-hee. |
| Jin Ki-joo                | Lee Bit Chae Woon      | 100              | Es una mujer con mal genio, ambiciosa y perseverante que trabaja en una tienda de diseño de interiores y cuyo objetivo es el de convertirse en una diseñadora textil. Aunque al inicio pelea constantemente con Woo Jae-hee, poco a poco se enamora de él y más tarde se casan. |
| Jeon In-hwa Lee Da-yeon   | Lee Soon-jung          | -                | Es la madre de Lee Hae-deun y Lee Ra-hoon y madre adoptiva de Lee Bit Chae Woon. Así como la encargada de dirigir Samkwang Villa. |
| Kim Sun-young             | Lee Man-jung           | -                | Es mujer que termina convirtiéndose en una de las inquilinas de Samgwang Villa después de perder su trabajo y su apartamento. Cuando tiene problemas prefiere beber para olvidarlos. |
| Bona                      | Lee Hae-deun           | -                | Es la hermana de Lee Ra-hoon y hermana adoptiva de Lee Bit Chae Woon. |
| Ryeoun                    | Lee Ra-hoon            | -                | Es el joven hermano de Lee Hae-deun y hermano adoptivo de Lee Bit Chae Woon. Le miente a su familia haciéndoles creer que asiste a una prestigiosa universidad, lo que termina ocasionando que en realidad asista a un aula de clases para poder mantener su mentira. Está enamorado de Cha Ba-reun. |
| Hwang Shin-hye            | Kim Jung-won           | -                | Es la CEO de "LX Fashion" y madre adoptiva de Jang Seo-ah y Jang Joon-ah, así como la madre biológica de Lee Bit Chae Woon, a quien abandonó debido a su depresión posparto, acción de la cual está profundamente arrepentida. Más tarde se revela que la madre de Jung-won era la responsable de mantene a Chae Woon y a Jung-won alejadas. |
| Han Bo-reum               | Jang Seo-ah            | -                | Es la hija adoptiva de Kim Jung-won y hermana de Jang Joon-ah. Siente celos de Lee Bit Chae Woon y más tarde se revela que en el pasado, Seo-ah estuvo involucrada en un caso de violencia escolar que hizo que Chae Woon abandonara la escuela secundaria. Está enamorada de Woo Jae-hee, sin embargo él no está interesado en ella. Cuando descubre que Chae Woon es la hija biológica de Jung-won y la novia de Jae-hee comienza a resentirla al ver que ela posee todo lo que ella anhela. Más tarde, poco a poco comienza a enamorarse de Hwang Na-ro. |
| In Gyo-jin                | Kim Hwak-se            | -                | Es un inquilino de Samgwang Villa. |
| Kim Si-eun                | Cha Ba-reun            | -                | Es una estudiante universitaria y una de las inquilinas de Samgwang Villa. Está enamorada de Lee Ra-hoon. |

### Personajes secundarios
| Actor           | Personaje           | Episodios donde apareció | Notas |
| --------------- | ------------------- | ------------------------ | --- |
| Jeon Sung-woo   | Hwang Na-ro         | -                        | Es uno de los inquilinos de Samgwang Villa que comienza a acercarse a Lee Bit Chae Woon luego de descubrir que la adinerada CEO de "LX Fashion" es su madre biológica. Más tarde, se revela que él fue el responsable de contratar a la estafadora Byun Mi-ja, para que engañe a Chae Woon haciéndole creer que sabe el secreto de su nacimiento. |
| Um Hyo-sup      | Park Pil-hong       | -                        | Es el exesposo de Kim Jung-won y padre de Lee Bit Chae Woon. |
| Dong Ha         | Jang Joon-ah        | 17-                      | Es el hijo mayor de Kim Jung-won, hermano de Jang Seo-ah y hermano adoptivo de Lee Bit Chae Woon. También es el mejor amigo de Woo Jae-hee. Regresa a Corea después de un largo período de estudios en el extranjero. Trabaja como maestro de inglés. Cuando conoce a Lee Hae-deun, se siente atraído por ella.                                   |
| Jung Jae-soon   | Lee Choon-seok      | -                        | Es la madre de Kim Jung-won. |
| Lee Seung-hyung | Jung Min-seok       | -                        | Es el hermano menor de Jung Min-jae. |
| Park Jung-eon   | Jo Sang-mi          | -                        | |
| Kim Kap-soo     | -                   | -                        | |
| Kil Yong-woo    | -                   | -                        | |
| Ryu Jin         | Prof. Son Jeong-hoo | 25-                      | Es un profesor y estudiante de último año de la universidad de Woo Jae-hee. Cuando conoce a Jung Min-jae la corteja con su alta estatura, sus dulces modales y su cálida sonrisa. |
| Lee Doo-il      | -                   | -                        | |

### Otros personajes
| Actor          | Personaje          | Episodios donde apareció | Notas |
| -------------- | ------------------ | ------------------------ | --- |
| Shim Young-eun | Jefa de Depto. Goo | -                        | Es la asistente de Kim Jung-won. |
| Jeon Young     | Byun Mi-ja         | -                        | Es una estafadora que Hwang Na-ro contrata para que se acerque y engañe a Lee Bit Chae Woon fingiendo ser una amiga cercana a Lee Soon-jung, diciéndole que sabe todo sobre el secreto de su nacimiento. |
| Kang Eun-ah    | Wang Sammy         | -                        | Es una joven idol. |
| Jun Eun-mi     | -                  | -                        | Es una mucama. |
| Ji Woo         | -                  | -                        | |
| Kim Ji-an      | -                  | -                        | |
| Eom Hyo-seop   | Park Pil-hong      | -                        | |
| Park Won-suk   | -                  | -                        | |
| Lee Dong-toung | Yoo-hyeon          | -                        | |

### Apariciones especiales
| Actor         | Personaje     | Episodios donde apareció | Notas                                                               |
| ------------- | ------------- | ------------------------ | ------------------------------------------------------------------- |
| Ryu Seung-soo | Song Han-byul | -                        | Es el ex de Lee Man-jung.                                           |
| Im Ye-jin     | -             | -                        | Es una mujer que afirma ser la madre biológica de Lee Bit Chae-won. |
| Shin Seung-ho | -             | 1                        | Es un joven en la fiesta.                                           |
| Baek Ye-bin   | -             | 1                        | Es una idol.                                                        |
| Eunice        | -             | 1                        | Es una idol.                                                        |
| Ki Hee-hyun   | -             | 1                        | Es una idol.                                                        |
| Eunchae       | -             | 1                        | Es una idol.                                                        |
| Ahn Som-yi    | -             | 1                        | Es una idol.                                                        |

## Episodios
La serie está conformada por cien episodios, los cuales fueron emitidos todos los sábados y domingos a las 19:55 (KST).

### Ratings
Los números en color rojo indican las calificaciones más bajas, mientras que los números en azul indican las calificaciones más altas.
| Episodio | Fecha de emisión         | Cuota de audiencia promedio | Cuota de audiencia promedio | Cuota de audiencia promedio |
| Episodio | Fecha de emisión         | AGB Nielsen                 | AGB Nielsen                 | TNmS                        |
| Episodio | Fecha de emisión         | Escala Nacional             | Seúl                        | Escala Nacional             |
| -------- | ------------------------ | --------------------------- | --------------------------- | --------------------------- |
| 1        | 19 de septiembre de 2020 | 19.9% (2.ª)                 | 19.0% (2.ª)                 | 18.7%                       |
| 2        | 19 de septiembre de 2020 | 23.3% (1.ª)                 | 22.7% (1.ª)                 | 21.7%                       |
| 3        | 20 de septiembre de 2020 | 22.2% (2.ª)                 | 21.7% (2.ª)                 | 20.7%                       |
| 4        | 20 de septiembre de 2020 | 24.6% (1.ª)                 | 24.1% (1.ª)                 | 22.7%                       |
| 5        | 26 de septiembre de 2020 | 19.7% (2.ª)                 | 19.7% (2.ª)                 | 17.1%                       |
| 6        | 26 de septiembre de 2020 | 23.0% (1.ª)                 | 22.9% (1.ª)                 | 20.2%                       |
| 7        | 27 de septiembre de 2020 | 23.9% (2.ª)                 | 23.3% (2.ª)                 | 21.2%                       |
| 8        | 27 de septiembre de 2020 | 26.4% (1.ª)                 | 25.4% (1.ª)                 | 23.5%                       |
| 9        | 3 de octubre de 2020     | 19.2% (2.ª)                 | 18.4% (3.ª)                 | 17.5%                       |
| 10       | 3 de octubre de 2020     | 22.8% (1.ª)                 | 21.9% (1.ª)                 | 20.4%                       |
| 11       | 4 de octubre de 2020     | 22.9% (2.ª)                 | 21.3% (2.ª)                 | 20.6%                       |
| 12       | 4 de octubre de 2020     | 26.5% (1.ª)                 | 25.9% (1.ª)                 | 23.6%                       |
| 13       | 10 de octubre de 2020    | 21.5% (2.ª)                 | 21.0% (2.ª)                 | 17.4%                       |
| 14       | 10 de octubre de 2020    | 25.2% (1.ª)                 | 24.6% (1.ª)                 | 20.4%                       |
| 15       | 11 de octubre de 2020    | 25.1% (2.ª)                 | 23.7% (2.ª)                 | 20.4%                       |
| 16       | 11 de octubre de 2020    | 28.5% (1.ª)                 | 26.9% (1.ª)                 | 23.5%                       |
| 17       | 17 de octubre de 2020    | 20.7% (2.ª)                 | 20.1% (2.ª)                 | 17.6%                       |
| 18       | 17 de octubre de 2020    | 25.2% (1.ª)                 | 24.3% (1.ª)                 | 20.4%                       |
| 19       | 18 de octubre de 2020    | 24.5% (2.ª)                 | 23.3% (2.ª)                 | 21.4%                       |
| 20       | 18 de octubre de 2020    | 27.6% (1.ª)                 | 26.3% (1.ª)                 | 23.9%                       |
| 21       | 24 de octubre de 2020    | 21.2% (2.ª)                 | 20.8% (2.ª)                 | 17.4%                       |
| 22       | 24 de octubre de 2020    | 25.1% (1.ª)                 | 24.8% (1.ª)                 | 21.1%                       |
| 23       | 25 de octubre de 2020    | 23.9% (2.ª)                 | 22.8% (2.ª)                 | 20.9%                       |
| 24       | 25 de octubre de 2020    | 27.4% (1.ª)                 | 26.3% (1.ª)                 | 23.9%                       |
| 25       | 31 de octubre de 2020    | 22.5% (2.ª)                 | 21.0% (2.ª)                 | 18.4%                       |
| 26       | 31 de octubre de 2020    | 26.7% (1.ª)                 | 24.8% (1.ª)                 | 21.1%                       |
| 27       | 1 de noviembre de 2020   | 26.2% (2.ª)                 | 25.1% (2.ª)                 | 22.7%                       |
| 28       | 1 de noviembre de 2020   | 28.9% (1.ª)                 | 28.1% (1.ª)                 | 24.7%                       |
| 29       | 7 de noviembre de 2020   | 22.3% (2.ª)                 | 21.9% (2.ª)                 | 18.9%                       |
| 30       | 7 de noviembre de 2020   | 26.4% (1.ª)                 | 25.3% (1.ª)                 | 22.4%                       |
| 31       | 8 de noviembre de 2020   | 26.4% (2.ª)                 | 24.5% (2.ª)                 | 21.1%                       |
| 32       | 8 de noviembre de 2020   | 29.3% (1.ª)                 | 27.6% (1.ª)                 | 23.1%                       |
| 33       | 14 de noviembre de 2020  | 22.9% (2.ª)                 | 21.7% (2.ª)                 | 18.8%                       |
| 34       | 14 de noviembre de 2020  | 27.3% (1.ª)                 | 25.9% (1.ª)                 | 22.5%                       |
| 35       | 15 de noviembre de 2020  | 27.7% (2.ª)                 | 26.6% (2.ª)                 | 23.4%                       |
| 36       | 15 de noviembre de 2020  | 29.6% (1.ª)                 | 28.4% (1.ª)                 | 25.1%                       |
| 37       | 21 de noviembre de 2020  | 25.3% (2.ª)                 | 24.3% (2.ª)                 | 21.6%                       |
| 38       | 21 de noviembre de 2020  | 29.5% (1.ª)                 | 28.7% (1.ª)                 | 25.0%                       |
| 39       | 22 de noviembre de 2020  | 28.7% (2.ª)                 | 27.3% (2.ª)                 | 24.9%                       |
| 40       | 22 de noviembre de 2020  | 31.9% (1.ª)                 | 30.5% (1.ª)                 | 27.3%                       |
| 41       | 28 de noviembre de 2020  | 25.5% (2.ª)                 | 24.6% (2.ª)                 | 21.1%                       |
| 42       | 28 de noviembre de 2020  | 29.4% (1.ª)                 | 28.3% (1.ª)                 | 24.7%                       |
| 43       | 29 de noviembre de 2020  | 29.4% (2.ª)                 | 27.7% (2.ª)                 | 24.5%                       |
| 44       | 29 de noviembre de 2020  | 31.8% (1.ª)                 | 30.1% (1.ª)                 | 27.0%                       |
| 45       | 5 de diciembre de 2020   | 25.5% (2.ª)                 | 24.7% (2.ª)                 | 21.3%                       |
| 46       | 5 de diciembre de 2020   | 29.4% (1.ª)                 | 28.3% (1.ª)                 | 24.9%                       |
| 47       | 6 de diciembre de 2020   | 29.7% (2.ª)                 | 28.2% (2.ª)                 | 24.1%                       |
| 48       | 6 de diciembre de 2020   | 31.6% (1.ª)                 | 30.4% (1.ª)                 | 25.5%                       |
| 49       | 12 de diciembre de 2020  | 25.6% (2.ª)                 | 25.1% (2.ª)                 | 21.5%                       |
| 50       | 12 de diciembre de 2020  | 30.8% (1.ª)                 | 30.0% (1.ª)                 | 25.2%                       |
| 51       | 13 de diciembre de 2020  | 30.3% (2.ª)                 | 28.9% (2.ª)                 | 25.1%                       |
| 52       | 13 de diciembre de 2020  | 32.9% (1.ª)                 | 31.7% (1.ª)                 | 26.7%                       |
| 53       | 19 de diciembre de 2020  | 24.1% (2.ª)                 | 22.8% (2.ª)                 | 19.4%                       |
| 54       | 19 de diciembre de 2020  | 30.3% (1.ª)                 | 29.4% (1.ª)                 | 22.8%                       |
| 55       | 20 de diciembre de 2020  | 29.8% (2.ª)                 | 27.9% (2.ª)                 | 24.7%                       |
| 56       | 20 de diciembre de 2020  | 32.6% (1.ª)                 | 30.6% (1.ª)                 | 26.7%                       |
| 57       | 26 de diciembre de 2020  | 25.4% (2.ª)                 | 24.1% (2.ª)                 | 21.4%                       |
| 58       | 26 de diciembre de 2020  | 30.8% (1.ª)                 | 29.5% (1.ª)                 | 24.9%                       |
| 59       | 27 de diciembre de 2020  | 31.2% (2.ª)                 | 29.9% (2.ª)                 | 25.3%                       |
| 60       | 27 de diciembre de 2020  | 33.2% (1.ª)                 | 32.2% (1.ª)                 | 26.7%                       |
| 61       | 2 de enero de 2021       | 27.7% (2.ª)                 | 26.5% (2.ª)                 | 24.1%                       |
| 62       | 2 de enero de 2021       | 31.8% (1.ª)                 | 30.5% (1.ª)                 | 27.1%                       |
| 63       | 3 de enero de 2021       | 30.7% (2.ª)                 | 29.4% (2.ª)                 | 23.6%                       |
| 64       | 3 de enero de 2021       | 33.3% (1.ª)                 | 32.3% (1.ª)                 | 25.5%                       |
| 65       | 9 de enero de 2021       | 25.1% (2.ª)                 | 24.0% (2.ª)                 | 22.5%                       |
| 66       | 9 de enero de 2021       | 30.9% (1.ª)                 | 29.4% (1.ª)                 | 27.7%                       |
| 67       | 10 de enero de 2021      | 29.9% (2.ª)                 | 28.2% (2.ª)                 | 24.7%                       |
| 68       | 10 de enero de 2021      | 33.6% (1.ª)                 | 32.3% (1.ª)                 | 27.8%                       |
| 69       | 16 de enero de 2021      | 23.2% (2.ª)                 | 21.8% (2.ª)                 | 21.3%                       |
| 70       | 16 de enero de 2021      | 29.7% (1.ª)                 | 28.1% (1.ª)                 | 26.3%                       |
| 71       | 17 de enero de 2021      | 29.8% (2.ª)                 | 28.9% (2.ª)                 | 26.0%                       |
| 72       | 17 de enero de 2021      | 33.1% (1.ª)                 | 32.3% (1.ª)                 | 29.0%                       |
| 73       | 23 de enero de 2021      | 24.7% (2.ª)                 | 23.6% (2.ª)                 | 21.1%                       |
| 74       | 23 de enero de 2021      | 30.7% (1.ª)                 | 29.2% (1.ª)                 | 25.6%                       |
| 75       | 24 de enero de 2021      | 29.9% (2.ª)                 | 28.7% (2.ª)                 | 25.4%                       |
| 76       | 24 de enero de 2021      | 32.5% (1.ª)                 | 30.8% (1.ª)                 | 27.8%                       |
| 77       | 30 de enero de 2021      | 26.3% (2.ª)                 | 25.1% (2.ª)                 | 21.9%                       |
| 78       | 30 de enero de 2021      | 31.8% (1.ª)                 | 30.3% (1.ª)                 | 27.0%                       |
| 79       | 31 de enero de 2021      | 30.3% (2.ª)                 | 28.1% (2.ª)                 | 26.7%                       |
| 80       | 31 de enero de 2021      | 33.7% (1.ª)                 | 31.9% (1.ª)                 | 29.2%                       |
| 81       | 6 de febrero de 2021     | 25.1% (2.ª)                 | 23.3% (2.ª)                 | NA                          |
| 82       | 6 de febrero de 2021     | 30.7% (1.ª)                 | 29.2% (1.ª)                 | NA                          |
| 83       | 7 de febrero de 2021     | 31.4% (2.ª)                 | 29.9% (2.ª)                 | 27.2%                       |
| 84       | 7 de febrero de 2021     | 32.8% (1.ª)                 | 31.4% (1.ª)                 | 28.6%                       |
| 85       | 13 de febrero de 2021    | 26.3% (2.ª)                 | 25.3% (2.ª)                 | 25.1%                       |
| 86       | 13 de febrero de 2021    | 29.7% (1.ª)                 | 28.4% (1.ª)                 | 26.7%                       |
| 87       | 14 de febrero de 2021    | 31.0% (2.ª)                 | 29.0% (2.ª)                 | 27.0%                       |
| 88       | 14 de febrero de 2021    | 32.8% (1.ª)                 | 30.9% (1.ª)                 | 28.5%                       |
| 89       | 20 de febrero de 2021    | 26.0% (2.ª)                 | 25.1% (2.ª)                 | 22.0% (2.ª)                 |
| 90       | 20 de febrero de 2021    | 31.0% (1.ª)                 | 29.9% (1.ª)                 | 26.6% (1.ª)                 |
| 91       | 21 de febrero de 2021    | 30.2% (2.ª)                 | 28.2% (2.ª)                 | 25.4% (2.ª)                 |
| 92       | 21 de febrero de 2021    | 32.4% (1.ª)                 | 30.5% (1.ª)                 | 27.3% (1.ª)                 |
| 93       | 27 de febrero de 2021    | 23.8% (3.ª)                 | 23.7% (3.ª)                 | 21.3% (3.ª)                 |
| 94       | 27 de febrero de 2021    | 28.5% (1.ª)                 | 27.9% (1.ª)                 | 24.4% (1.ª)                 |
| 95       | 28 de febrero de 2021    | 29.0% (2.ª)                 | 27.8% (2.ª)                 | 24.1% (2.ª)                 |
| 96       | 28 de febrero de 2021    | 31.2% (1.ª)                 | 29.6% (1.ª)                 | 26.3% (1.ª)                 |
| 97       | 6 de marzo de 2021       | 26.9% (2.ª)                 | 26.4% (3.ª)                 | 22.5% (3.ª)                 |
| 98       | 6 de marzo de 2021       | 31.6% (1.ª)                 | 30.5% (1.ª)                 | 27.3% (1.ª)                 |
| 99       | 7 de marzo de 2021       | 31.2% (2.ª)                 | 30.1% (2.ª)                 | 26.5% (2.ª)                 |
| 100      | 7 de marzo de 2021       | 32.9% (1.ª)                 | 32.1% (1.ª)                 | 29.4% (1.ª)                 |
| Promedio | Promedio                 | %                           | %                           | %                           |

## Música
El OST de la serie está conformado por las siguientes canciones, las cuales son distribuidas por Danal Entertainment (다날엔터테인먼트):

### Parte 1
| N.º | Intérprete          | Canción                                                                 | Letra         | Música        | Duración |
| --- | ------------------- | ----------------------------------------------------------------------- | ------------- | ------------- | -------- |
| 1   | Jin Min-ho (진민호) | "Love Can't Be Stopped Like The Years" (사랑도 세월처럼 막을 수 없나봐) | Major Leaguer | Major Leaguer | 4:15     |
| 2   |                     | "Love Can't Be Stopped Like The Years" (Inst.)                          |               | Major Leaguer | 4:15     |

### Parte 2
| N.º | Intérprete     | Canción             | Duración |
| --- | -------------- | ------------------- | -------- |
| 1   | Yeo Eun (여은) | "City Girl"         | -        |
| 2   |                | "City Girl" (Inst.) | -        |

### Parte 3
| N.º | Intérprete   | Canción                  | Duración |
| --- | ------------ | ------------------------ | -------- |
| 1   | Park So-yeon | "One Love" (하나의 사랑) | -        |
| 2   |              | "One Love" (Inst.)       | -        |

### Parte 4
| N.º | Intérprete           | Canción                        | Duración |
| --- | -------------------- | ------------------------------ | -------- |
| 1   | Red Chair (아티스트) | "I Will Love You" (사랑할거야) | -        |
| 2   |                      | "I Will Love You" (Inst.)      | -        |

### Parte 5
| N.º | Intérprete     | Canción                     | Duración |
| --- | -------------- | --------------------------- | -------- |
| 1   | Han All (한올) | "Today's Youth" (요즘 청춘) | -        |
| 2   |                | "Today's Youth" (Inst.)     | -        |

### Parte 6
| N.º | Intérprete | Canción                                              | Duración |
| --- | ---------- | ---------------------------------------------------- | -------- |
| 1   | Kim So-hee | "100M Before Meeting Her" (그녀를 만나는 곳 100M 전) | -        |
| 2   |            | "100M Before Meeting Her" (Inst.)                    | -        |

### Parte 7
| N.º | Intérprete    | Canción                      | Duración |
| --- | ------------- | ---------------------------- | -------- |
| 1   | Nam Young-joo | "Will It Be Okay" (괜찮을까) | -        |
| 2   |               | "Will It Be Okay" (Inst.)    | -        |

### Parte 8
| N.º | Intérprete | Canción                         | Duración |
| --- | ---------- | ------------------------------- | -------- |
| 1   | Bada       | "I'm In Love" (그대로 채워가요) | -        |
| 2   |            | "I'm In Love" (Inst.)           | -        |

### Parte 9
| N.º | Intérprete | Canción           | Duración |
| --- | ---------- | ----------------- | -------- |
| 1   | Sohyang    | "Forgot" (잊었니) | -        |
| 2   |            | "Forgot" (Inst.)  | -        |

### Parte 10
| N.º | Intérprete                                      | Canción                  | Duración |
| --- | ----------------------------------------------- | ------------------------ | -------- |
| 1   | Lee Se-joon (이세준) (de Yurisangja (유리상자)) | "My All" (말하지 않아도) | -        |
| 2   |                                                 | "My All" (Inst.)         | -        |

### Parte 11
| N.º | Intérprete             | Canción                                                  | Duración |
| --- | ---------------------- | -------------------------------------------------------- | -------- |
| 1   | Park Kang-soo (박강수) | "I Love You, I Like You" (그대를 사랑합니다, 좋아합니다) | -        |
| 2   |                        | "I Love You, I Like You" (Inst.)                         | -        |

### Parte 12
| N.º | Intérprete | Canción           | Duración |
| --- | ---------- | ----------------- | -------- |
| 1   | Wax        | "Hope" (바래봐요) | -        |
| 2   |            | "Hope" (Inst.)    | -        |

## Premios y nominaciones
| Año  | Categoría                                  | Premio                | Nominado(a)                  | Resultado |
| ---- | ------------------------------------------ | --------------------- | ---------------------------- | --------- |
| 2020 | Top Excellence Award                       | 34th KBS Drama Awards | Jeong Bo-seok                | Ganó      |
| 2020 | Excellence Award – Actor in a Long Drama   | 34th KBS Drama Awards | Lee Jang-woo                 | Ganó      |
| 2020 | Excellence Award – Actress in a Long Drama | 34th KBS Drama Awards | Jin Ki-joo                   | Ganó      |
| 2020 | Supporting Actress Award – Long Drama      | 34th KBS Drama Awards | Kim Sun-young                | Ganó      |
| 2020 | Mejor pareja                               | 34th KBS Drama Awards | Lee Jang-woo y Jin Ki-joo    | Ganaron   |
| 2020 | Mejor pareja                               | 34th KBS Drama Awards | Lee Jang-woo y Jeong Bo-seok | Ganaron   |
| 2020 | Mejor actriz revelación                    | 34th KBS Drama Awards | Bona                         | Ganó      |
| 2020 | Premio a la gran excelencia, actor         | 7th APAN Star Award   | Lee Jang-woo                 | Nominado  |
| 2020 | Premio a la excelencia, actriz             | 7th APAN Star Award   | Jin Ki-joo                   | Nominada  |

## Producción
La serie fue creada por KBS Drama Production. También es conocida como "Oh! Samkwang Villa", "The Lovers of Samkwang Villa" y/o "Love Blooming House".
Fue dirigida por Hong Seok-ku, quien contó con el apoyo del guionista Yoon Kyung-ah (윤경아), mientras que la producción ejecutiva estuvo a cargo de Yoon Jae-hyuk.
La primera lectura del guion fue realizada en julio del 2020.
La serie también contó con el apoyo de las compañías de producción Monster Union y Production H.
El drama de fin de semana de KBS "Homemade Love Story" ha respondido a las quejas de los espectadores sobre una de sus escenas recientes.
Después de la transmisión del episodio del 27 de septiembre del 2020 muchos espectadores se quejaron sobre una fuerte escena en la página de mensajes de los espectadores de la KBS y enviaron quejas civiles sobre la escena a la Comisión de Normas de Comunicaciones de Corea (KCSC). Ante esto, el 29 de septiembre del mismo año, el personal de producción de la serie emitió un comunicado que decía: "Hemos escuchado con humildad la incomodidad expresada por varios espectadores acerca de una escena que se emitió el 27 de septiembre del mismo año. Por lo que alteraremos la escena para repeticiones y transmisiones futuras. En el futuro, haremos todo lo posible para producir contenido con más atención y cuidado". La escena en cuestión mostraba a Woo Jae-hee, quien luego de salir del baño se topa accidentalmente con Lee Bit Chae Woon, quien luego de confundirlo con un pervertido, lo noquea con un desatascador ocasionando que su bata de baño se abra y revele sus partes íntimas a los demás. Al mismo tiempo, que el drama había agregado un efecto de sonido como el de un elefante trompeando.